# Ľubá
Ľubá es un municipio situado en el distrito de Nové Zámky, en la región de Nitra, Eslovaquia. Tiene una población estimada, en agosto de 2022, de 415 habitantes.
Está ubicado al sur de la región, cerca de los ríos Nitra y Hron (cuenca hidrográfica del Danubio) y de la frontera con Hungría.

## Demografía
| Año        | 1994 | 2004   | 2014    | 2024    |
| ---------- | ---- | ------ | ------- | ------- |
| Población  | 440  | 451    | 435     | 407     |
| Diferencia |      | +2,5 % | −3,54 % | −6,43 % |

| Año        | 2023 | 2024    |
| ---------- | ---- | ------- |
| Población  | 405  | 407     |
| Diferencia |      | +0,49 % |